# Cmentarz wojenny w Dziecininie

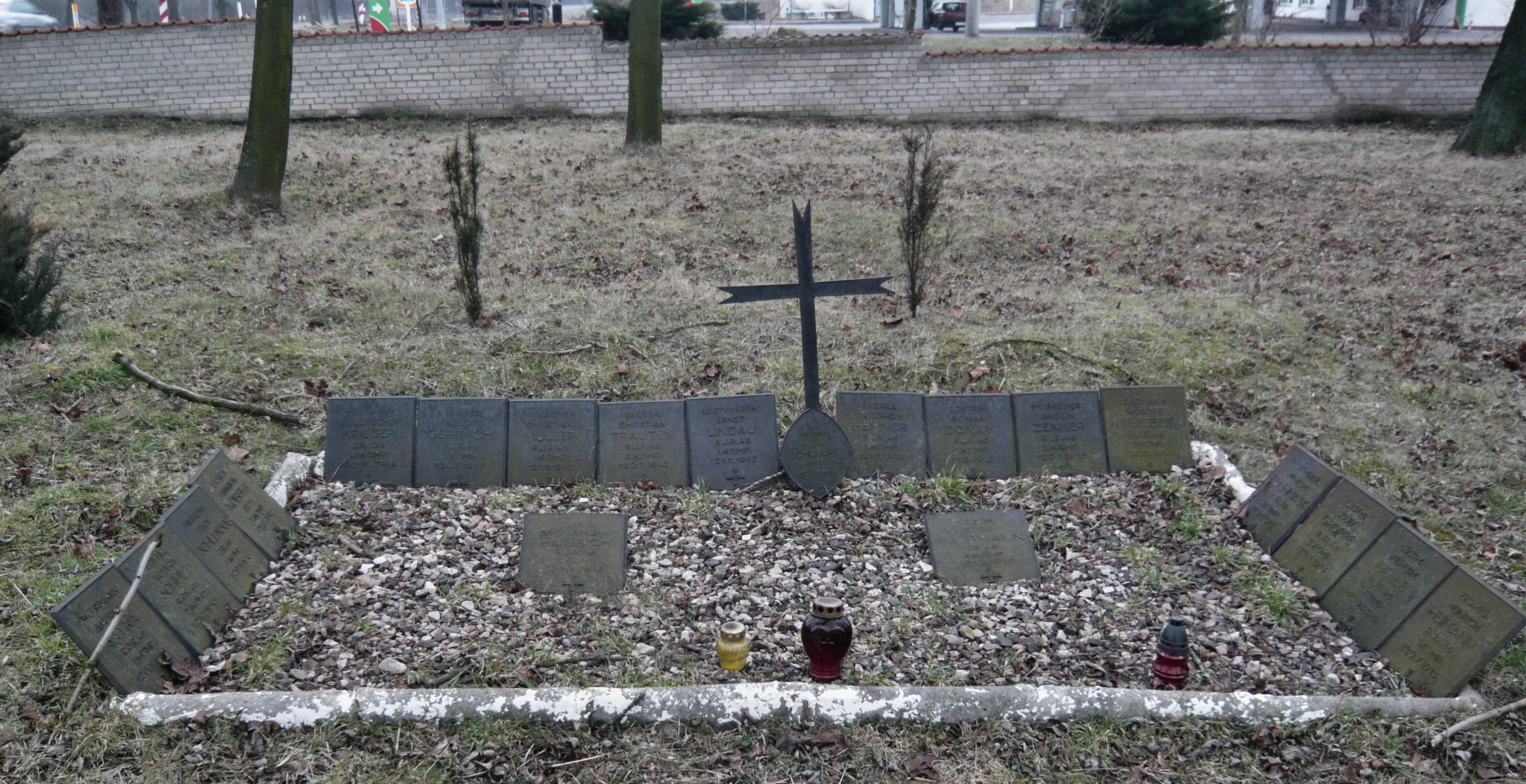
Cmentarz wojskowy Dziecinin

Cmentarz wojenny w Dziecininie – cmentarz z okresu I wojny światowej znajdujący się w gminie Fajsławice, powiat Krasnystaw. Cmentarz usytuowany przy trasie Lublin – Krasnystaw przy stacji benzynowej. Ma kształt prostokąta o powierzchni około 1800 m². Cały teren otoczony jest murem wysokości około metra z białej cegły obłożonego czerwoną dachówką.
Pierwotnie cmentarz składał się z 12 dużych mogił zbiorowych oraz 175 pojedynczych. Obecnie większość grobów nie jest widoczna. Z prawie 200 żeliwnych krzyży do dziś zachowało się tylko pięć. Zachowało się także ponad trzydzieści żeliwnych tabliczek z nazwiskami pochowanych.
Na cmentarzu pochowanych jest łącznie 8750 żołnierzy poległych w I wojnie światowej w czasie walk w okolicach Fajsławic pomiędzy 28 sierpnia a 2 września 1914 r. oraz na przełomie lipca i sierpnia 1915 roku:
- 5200 żołnierzy niemieckich i austriackich,
- 3550 żołnierzy armii Imperium Rosyjskiego.

We wrześniu 2008 roku Gmina Fajsławice i Austriacki Czarny Krzyż ufundowały pomnik i tablice pamiątkowe poświęcone żołnierzom walczących armii.

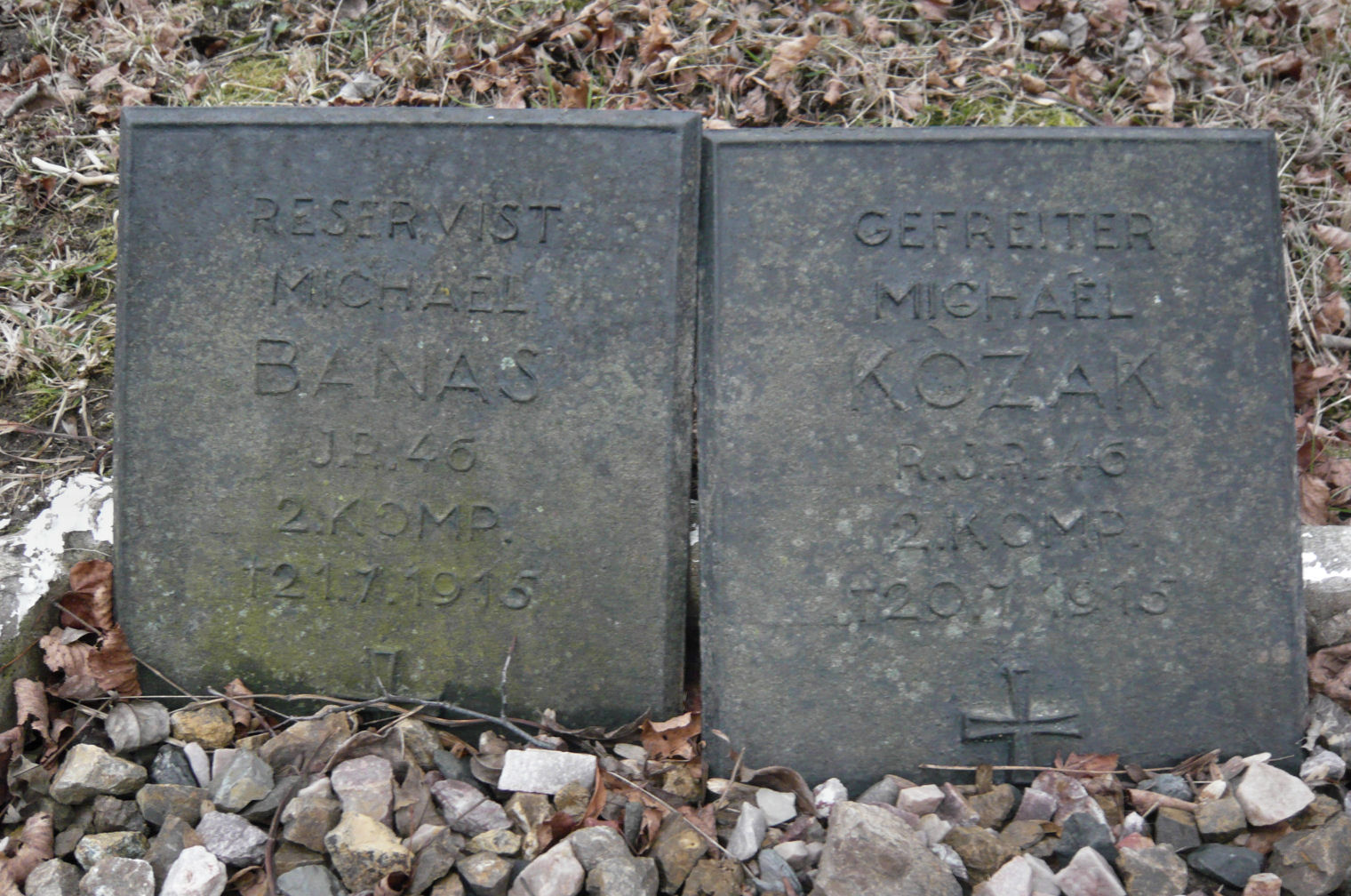
Tabliczki żeliwne pozostałe z grobów pojedynczych